# 特拉万卡 (维尼艾什)
特拉万卡是葡萄牙布拉干萨区的一个堂区。总面积11.66平方公里，总人口119人，人口密度10.2人/平方公里。